# Макигумо (1942)

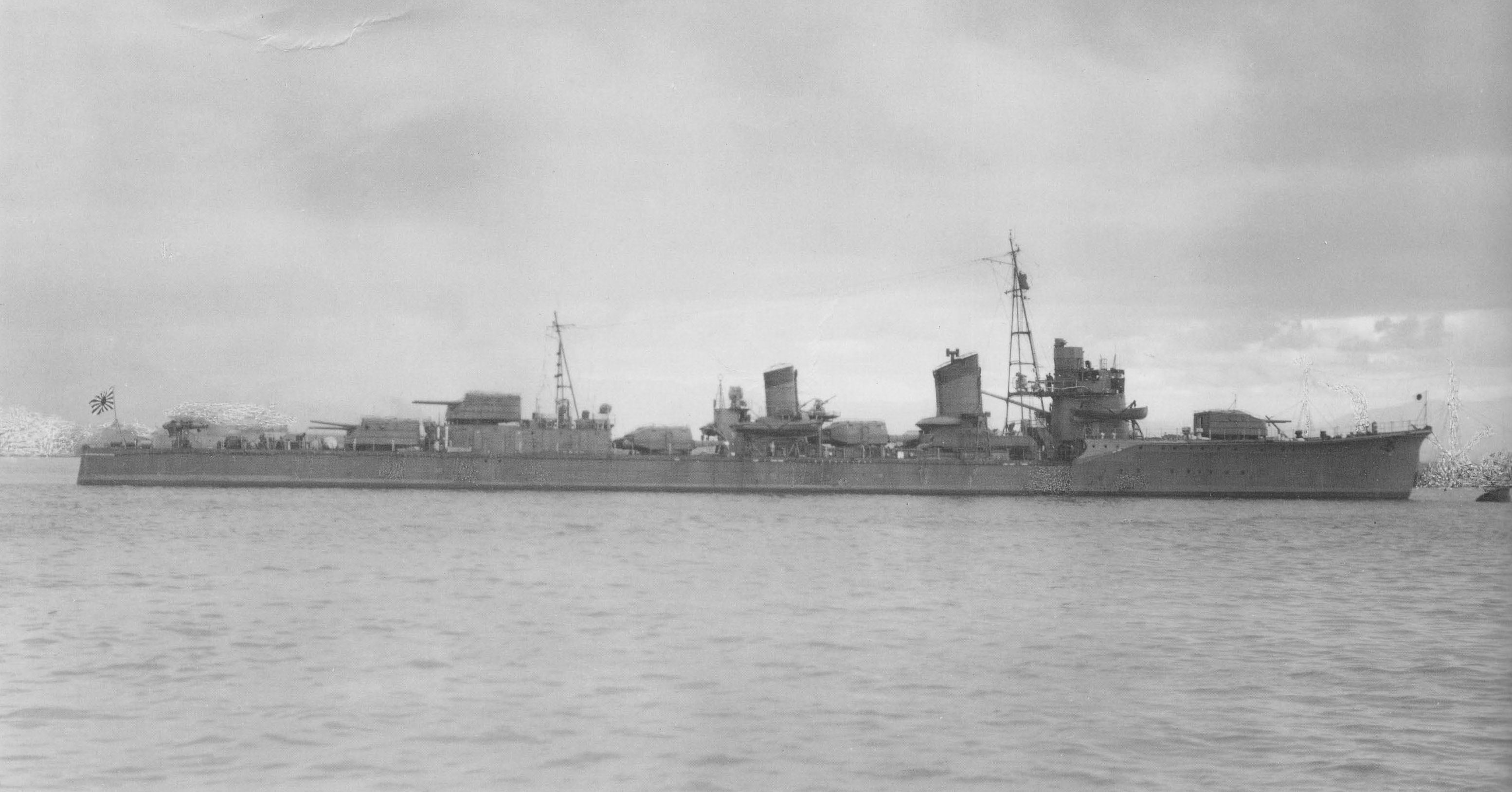
Макигумо, 1942

Макигумо — японский эсминец типа «Югумо». Название в переводе с японского «Лёгкие перистые облака».
Заложен в 1940 году на Верфи Fujinagasta, Осака. Спущен 5 ноября 1941 года, вошёл в строй 14 марта 1942 года. Участвовал в боях за Гуадалканал и в сражении у Санта-Крус. 1 февраля 1943 года погиб на минах у острова Саво в точке 09°15′ ю. ш. 159°47′ в. д..